# Гашек (струмок)
Гашек, Млинський — струмок (річка) в Україні у Міжгірському районі Закарпатської області. Права притока річки Ріка (басейн Дунаю).

## Опис
Довжина струмка приблизно 4,24 км, найкоротша відстань між витоком і гирлом — 3,34  км, коефіцієнт звивистості річки — 1,27 . Формується багатьма гірськими струмками.

## Розташування
Бере початок на північно-західних схилах хребта Смерек (1421,7 м). Тече переважно на південний схід і у селі Верхній Бистрий впадає у річку Ріка, праву притоку Тиси.

## Цікаві факти
- У селі Верхній Бистрий струмок перетинає автошлях Р21[2] (автомобільний шлях регіонального значення на території України. Проходить територією Івано-Франківської та Закарпатської областей через Долину — Міжгір'я — Хуст.)